# Капути
„Капути” је југословенски ТВ филм из 1968. године. Режирао га је Здравко Шотра а сценарио је написао Гордан Михић.

## Улоге
| Глумац               | Улога |
| -------------------- | ----- |
| Слободан Алигрудић   |       |
| Александар Хрњаковић |       |
| Ђорђе Јелисић        |       |
| Ратко Сарић          |       |